# SuperLiga nordamericana 2010
La SuperLiga nordamericana 2010 è stata la quarta edizione della SuperLiga, vi hanno partecipano le quattro migliori squadre della stagione 2009 della Major League Soccer e della Primera División de México che non hanno ottenuto la qualificazione per la CONCACAF Champions League 2010-2011.
Il torneo è stato vinto dalla squadra messicana dei Monarcas Morelia che ha superato in finale gli statunitensi dei New England Revolution.

## Qualificazione
Le squadre ammesse al torneo si sono qualificate in base a dei criteri stabiliti dalle rispettive federazioni.
La MLS ha annunciato che le squadre qualificate sarebbero state le prime quattro della classifica complessiva della regular season 2009 ad eccezione di quelle qualificate per l'edizione 2010/11 della CONCACAF Champions League. In base a questi criteri tre delle prime quattro squadre, ovvero i Columbus Crew (vincitori del MLS Supporters' Shield), i Los Angeles Galaxy (vicecampioni della MLS Cup) e i Seattle Sounders (vincitori della US Open Cup), non sono state ammesse alla SuperLiga in quanto già qualificate alla massima competizione continentale.
La federazione messicana ha annunciato che le squadre partecipanti alla manifestazione sarebbero state scelte sulla base della classifica complessiva dell'anno 2009 (Clausura 2009 e Apertura 2009) escludendo i club qualificati alla prossima edizione della CONCACAF Champions League. In base ai criteri stabiliti il Toluca (campione del torneo Bicentenario 2010 e prima nella classifica complessiva 2009), il Monterrey (campioni Apertura 2009 e terzi nella classifica complessiva 2009), il Santos Laguna (vicecampioni del torneo Bicentenario 2010 e settimi nella classifica complessiva 2009) e il Cruz Azul (vicecampioni Apertura 2009 e ottavi nella classifica complessiva 2009) non sono state ammesse alla SuperLiga. Il Club America, pur avendo i requisiti per partecipare al torneo, non prende parte alla manifestazione avendo declinato l'invito.

## Squadre partecipanti
| Major League Soccer        | Major League Soccer |
| -------------------------- | ------------------- |
| Houston Dynamo             | 3°                  |
| Chicago Fire               | 5°                  |
| Chivas USA                 | 6°                  |
| N.E. Revolution            | 7°                  |
| Primera División de México |                     |
| Pachuca                    | 2°                  |
| Monarcas Morelia           | 4°                  |
| Puebla                     | 6°                  |
| Pumas UNAM                 | 9°                  |

## Stadi
| Toyota Park          | The Home Depot Center | Robertson Stadium | Gillette Stadium          |
| -------------------- | --------------------- | ----------------- | ------------------------- |
| Bridgeview, Illinois | Carson, California    | Houston, Texas    | Foxborough, Massachusetts |
| Capienza: 20.000     | Capienza: 27.000      | Capienza: 32.000  | Capienza: 69.000          |
|                      |                       |                   |                           |

## Gruppo A

### Classifica
| Squadra        | Pt. | PG | V | N | P | GF | GS | DR |
| -------------- | --- | -- | - | - | - | -- | -- | -- |
| Houston Dynamo | 7   | 3  | 2 | 1 | 0 | 4  | 2  | +2 |
| Puebla         | 6   | 3  | 2 | 0 | 1 | 5  | 3  | +2 |
| Chivas USA     | 4   | 3  | 1 | 1 | 1 | 3  | 3  | 0  |
| Pachuca        | 0   | 3  | 0 | 0 | 3 | 2  | 6  | -4 |

### Partite
| Data       | Stadio                | Squadra #1     | Squadra #2 | Risultato |
| ---------- | --------------------- | -------------- | ---------- | --------- |
| 15/07/2010 | Robertson Stadium     | Houston Dynamo | Pachuca    | 2 - 1     |
| 15/07/2010 | The Home Depot Center | Chivas USA     | Puebla     | 1 - 2     |
| 18/07/2010 | Robertson Stadium     | Houston Dynamo | Chivas USA | 1 - 1     |
| 18/07/2010 | Robertson Stadium     | Pachuca        | Puebla     | 1 - 3     |
| 21/07/2010 | Robertson Stadium     | Houston Dynamo | Puebla     | 1 - 0     |
| 21/07/2010 | The Home Depot Center | Chivas USA     | Pachuca    | 1 - 0     |

## Gruppo B

### Classifica
| Squadra          | Pt. | PG | V | N | P | GF | GS | DR |
| ---------------- | --- | -- | - | - | - | -- | -- | -- |
| N.E. Revolution  | 9   | 3  | 3 | 0 | 0 | 3  | 0  | +3 |
| Monarcas Morelia | 4   | 3  | 1 | 1 | 1 | 7  | 4  | +3 |
| Chicago Fire     | 3   | 3  | 1 | 0 | 2 | 2  | 6  | -4 |
| Pumas UNAM       | 1   | 3  | 0 | 1 | 2 | 2  | 4  | -2 |

### Partite
| Data       | Stadio           | Squadra #1       | Squadra #2       | Risultato |
| ---------- | ---------------- | ---------------- | ---------------- | --------- |
| 14/07/2010 | Gillette Stadium | N.E. Revolution  | Pumas UNAM       | 1 - 0     |
| 14/07/2010 | Toyota Park      | Chicago Fire     | Monarcas Morelia | 1 - 5     |
| 17/07/2010 | Toyota Park      | Chicago Fire     | N.E. Revolution  | 0 - 1     |
| 17/07/2010 | Toyota Park      | Monarcas Morelia | Pumas UNAM       | 2 - 2     |
| 20/07/2010 | Gillette Stadium | N.E. Revolution  | Monarcas Morelia | 1 - 0     |
| 20/07/2010 | Toyota Park      | Chicago Fire     | Pumas UNAM       | 1 - 0     |

## Semifinali
| Arbitro: | Roberto Moreno |

|                                     |                      |                           |
| Mansally 56’                        | Marcatori            | 58’ Olivera               |
| Joseph Reis Tierney Phelan Mansally | Tiri di rigore 5 – 3 | Olivera Juárez Ayala Lugo |

| Arbitro: | Walter Quesada |

|  |           |           |
|  | Marcatori | 47’ Sabah |

## Finale
| Arbitro: | Carlos Batres |

| |            | |
| Alston 79’ | Marcatori  | 65’ (rig.) 75’ Sabah |
| · Matt Reis - P · Kevin Alston - D · 62’ Darrius Barnes - D · 71’ Emmanuel Osei - D · Cory Gibbs - D · 70’ Mkhokheli Dube - C · Shalrie Joseph - C · Patrick Phelan - C · 70’ Chris Tierney - C · Marko Perović - A · Ilija Stolica - A · 70’ Roberto Linck - A · 70’ Khano Smith - C · 71’ Zack Schilawski - A | Formazioni | · P - Federico Vilar · D - Mauricio Romero · D - Fernando Salazar · D - Enrique Pérez · D - Francisco Javier Dorame · C - Jaime Lozano 86’ · C - Hugo Droguett · C - Elías Hernández 89’ · C - Ismael Pineda 76’ · A - Luis Gabriel Rey 88’ · A - Miguel Sabah 38’, 90+1’ · C - Luis Miguel Noriega 76’ · A - Rafael Márquez Lugo 88’ · D - Luis Fernando Silva 89’ |
| Steve Nicol | Allenatori | Tomás Boy |

## Classifica Marcatori
| Gol |  |  | Giocatore              | Squadra                |
| --- |  |  | ---------------------- | ---------------------- |
| 4   |  |  | Miguel Sabah           | Morelia                |
| 2   |  |  | Joseph Ngwenya         | Houston Dynamo         |
| 2   |  |  | Nicolás Olivera        | Puebla                 |
| 2   |  |  | Mario Ortiz            | Puebla                 |
| 2   |  |  | Marko Perović          | New England Revolution |
| 2   |  |  | Luis Gabriel Rey       | Morelia                |
| 1   |  |  | Kevin Alston           | New England Revolution |
| 1   |  |  | Franco Arizala         | Pachuca                |
| 1   |  |  | Leandro Augusto        | UNAM                   |
| 1   |  |  | Wilman Conde           | Chicago Fire           |
| 1   |  |  | Javier Cortés          | UNAM                   |
| 1   |  |  | Hugo Droguett          | Morelia                |
| 1   |  |  | Álvaro Fabián González | Puebla                 |
| 1   |  |  | Elías Hernández        | Morelia                |
| 1   |  |  | Steven Kinney          | Chicago Fire           |
| 1   |  |  | Jaime Lozano           | Morelia                |
| 1   |  |  | Abdoulie Mansally      | New England Revolution |
| 1   |  |  | Rafael Márquez Lugo    | Morelia                |
| 1   |  |  | Giancarlo Maldonado    | Chivas USA             |
| 1   |  |  | Damián Manso           | Pachuca                |
| 1   |  |  | Dominic Oduro          | Houston Dynamo         |
| 1   |  |  | Jesús Padilla          | Chivas USA             |
| 1   |  |  | Lovel Palmer           | Houston Dynamo         |
| 1   |  |  | Gabriel Pereyra        | Puebla                 |
| 1   |  |  | Zack Schilawski        | New England Revolution |
| 1   |  |  | Michael Umaña          | Chivas USA             |